# Scott Porter
Matthew Scott Porter, más conocido como Scott Porter (Omaha, Nebraska, 14 de julio de 1979), es un actor y cantante ocasional estadounidense, conocido por su papel como Jason Street en el programa de televisión de NBC Friday Night Lights (donde su personaje utiliza una silla de ruedas a consecuencia de una herida jugando fútbol americano, inspirado por David Edwards, un jugador de fútbol de la escuela secundaria). También ha rodado la película "The Good Guy" (junto a Alexis Bledel, una comedia romántica dirigida por Julio DePietro) y es protagonista junto con Brittany Snow en la película Una noche para morir.

## Carrera
Porter nació en Omaha, Nebraska. En 2006 tomó temporalmente el personaje de Casey Hughes en la telenovela de opera As the world turns, personaje originalmente interpretado por Zach Roerig. Actualmente vive en Austin, Texas con su novia.
Ha participado en Caprica un spin-off de Battlestar Galactica en el que encarnaba a un terrorista.
En la película de 2008 Speed Racer (película) como Rex Racer el hermano mayor de Meteoro.
En la segunda temporada de la serie "The Good Wife" en el papel de investigador privado.
Actor de la serie "Doctora en Alabama" donde encarnaba a un abogado.
Participa en la serie Scorpion (serie de televisión) en el personaje de Tim Amstrong, un SEAL y pareja de Paige Dineen (Katharine McPhee).
Fue el actor de voz de Luke, personaje de The Walking Dead en el videojuego The Walking Dead: Season Two.
Fue el actor de voz y captura de movimiento de Heimdall, antagonista secundario del videojuego God of War Ragnarök.
En la sexta temporada de la serie “Lucifer (serie de televisión)” en el papel de Carol Corbett.
En la nueva serie de Netflix "Ginny & Georgia" haciendo de alcalde Paul.